# Mosaferan
Pour plus de détails, voir Fiche technique et Distribution.
Mosaferan (en persan : مسافران),  en fr :Les voyageurs) est un film iranien de Bahram Beyzai, sorti en 1992.

## Synopsis
Depuis la région au bord de la mer Caspienne, Mahtab, la sœur de Mahrokh, est en route avec son mari et ses deux enfants vers Téhéran pour apporter le miroir précieux, héritage familial de la nouvelle mariée, à la noce. Sur la route, une villageoise les rejoint dans leur voyage. 
À la suite d'un terrible accident avec un camion citerne, tous perdent la vie. La famille apprend le malheur, et le mariage se change en deuil. 
Mais la grand-mère (Jamileh Sheikhi) ne croyant guère à leur mort, espère encore leur arrivée. D'ailleurs, aucun signe du miroir précieux, le chauffeur du camion et son apprenti ne rapportent rien à ce sujet. 
Alors que le deuil est maintenu, malgré la grand-mère, Mahrokh, bouleversée, apparaît en robe de mariée suivie de Mahtab et des autres défunts portant le miroir, héritage familial. La stupéfaction de l'entourage et le reflet de la lumière dans le miroir créent un effet magique illustrant la fin énigmatique du film.

## Fiches techniques
- Titre original : Mosaferan
- Titre en français : Les Voyageurs
- Réalisation : Bahram Beyzai
- Scénario : Bahram Beyzai
- Musique : Babak Bayat
- Pays :  Iran
- Durée : 98 minutes
- Langue : Persan
- Date de sortie : 1992

## Distribution
- Karim Akbari Mobarakeh
- Shahin Alizadeh
- Hamid Amjad
- Fariborz Arabnia
- Enayat Bakhshi
- Mahbubeh Bayat
- Parisa Beizai
- Jamshid Esmailkhani
- Jahangir Forouhar
- Ali Asghar Garmsiri
- Hooshang Ghovanloo
- Hormoz Hedayat
- Farokhlagha Hushmand
- Nikou Kheradmand
- Jamshid Layegh
- Fatemah Motamed-Aria
- Majid Mozaffari : Mahu
- Fatemeh Naghavi
- Mahtab Nasirpour
- Farzaneh Neshat-khah
- Atila Pesyani
- Esmaeel Pour Reza
- Mohammad Poursattar
- Fahimeh Rahimnia
- Homa Rousta : Mahtab
- Bagher Sahraroudi
- Mozhdeh Shamsaï
- Jamileh Sheikhi : la grand-mère
- Gholamreza Tabatabai
- Atash Taghipour